# Іштван Шандорфі
І́штван Шандорфі (угор. Sándorfi István, також Етьєн Сандорфі, фр. Étienne Sandorfi; 12 червня 1948, Будапешт — 26 грудня 2007, Париж) — угорський художник-гіперреаліст.

## Життєпис
Батько працював у американській компанії, позаяк був запроторений до в'язниці на 5 років. Звільнено його було за кілька днів до революції 1956 року. У 1956 році сім'я виїхала з Угорщини спочатку до Австрії, згодом до Німеччини і нарешті до Франції у 1958 році. Шандорфі малював з восьми років, а у 12-річному віці почав використовувати олійні фарби. Закінчив паризьку мистецьку школу École nationale supérieure des Beaux-Arts та навчався у École nationale supérieure des arts décoratifs.
Мав двох дочок (1974, 1979).
Після швидкоплинної хвороби помер 26 грудня 2007 року. Похований, відповідно до заповіту, у Будапешті.

## Творчість
У 1970-х роках почав малювати з власної натури, тому що не любив, коли малознайомі люди споглядають його у роботі. Перша виставка відбулася в невеличкій галереї в Парижі, у той час як першу велику виставку було розгорнуто в Паризькому міському музеї сучасного мистецтва у 1973 році. Після цього успіху його роботи виставлялися у численних закордонних музеях Копенгагена, Рима, Мюнхена, Брюсселя, Базеля, Нью-Йорка, Лос-Анжелеса та Сан-Франциско.
На своїх картинах зображував незвичні об'єкти, дивні рухи та ситуації. Гама його картин 1970—1980-х років містить синій, фіялковий та їхні «холодні» комбінації. У 1980-х творив більше жіночих образів та натюрмортів. Від 1988 року малював переважно жінок.
Його перша виставка в Угорщині відбулася лише у 2006 році в Будапешті, наступна — у 2007 році в Дебрецені. У той час він вперше відвідав батьківщину з часу свого від'їзду 1956 року.